# Schemeroorlog

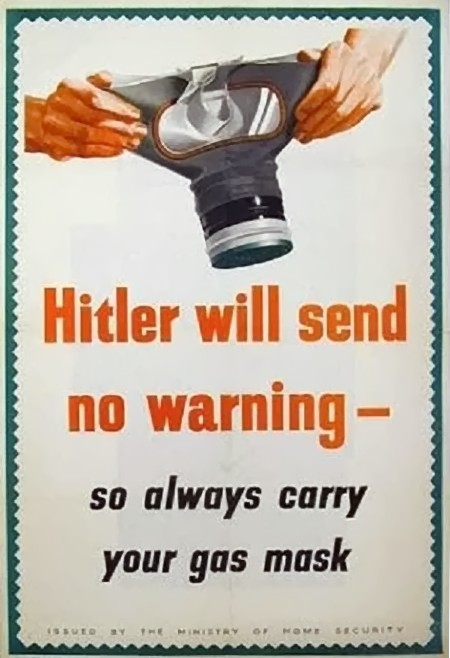
Een veelvoorkomende Britse poster tijdens de schemeroorlog

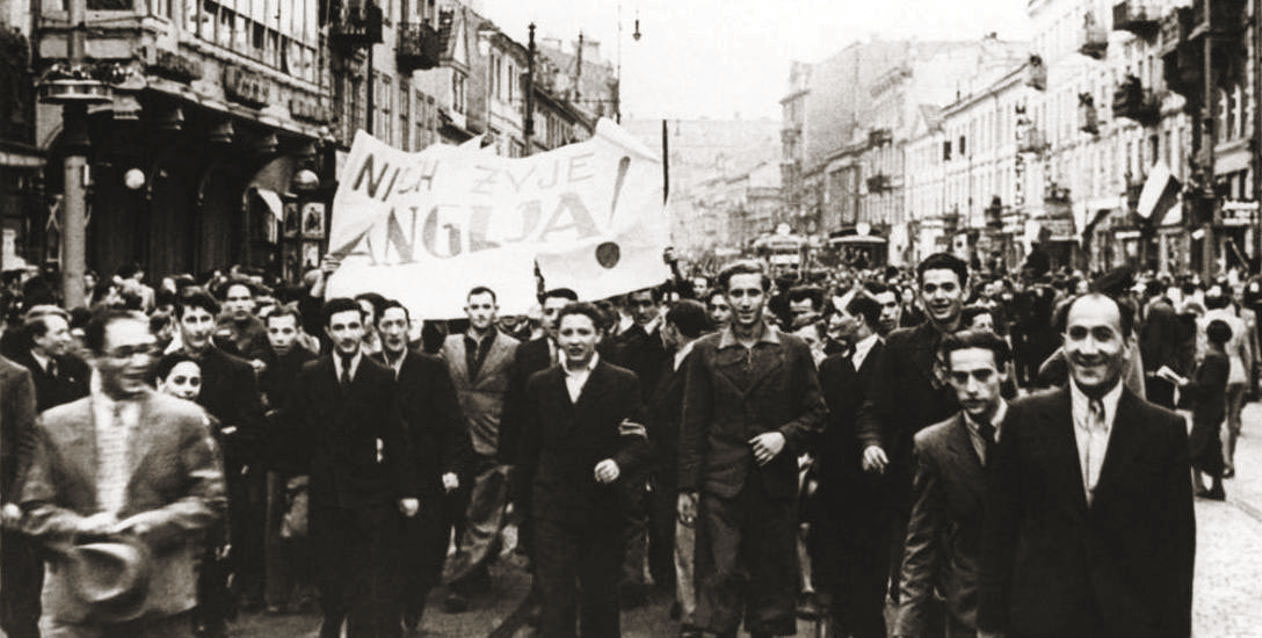
Vreugdevolle inwoners van Warschau bij de Britse ambassade kort na de Britse oorlogsverklaring aan Duitsland

De Schemeroorlog of Spookoorlog, ook bekend als Sitzkrieg ('zittende oorlog'), drôle de guerre ('vreemde oorlog') of phoney war ('nepoorlog'), was de periode aan het begin van de Tweede Wereldoorlog waarin aan het westelijk front nauwelijks militaire actie werd ondernomen, ondanks de Britse en Franse oorlogsverklaringen aan nazi-Duitsland op 3 september 1939. Het is een begrip dat werd geïntroduceerd door Amerikaanse verslaggevers om de politieke en militaire situatie in West-Europa te beschrijven tot het begin van de Westfeldzug op 10 mei 1940. De Nederlandse term Schemeroorlog is een vertaling van de term Twilight War, die de latere premier van het Verenigd Koninkrijk, Winston Churchill, gebruikte. 

## Verloop
Op 1 september 1939 viel het Duitse leger Polen binnen. Hierop verklaarden het Verenigd Koninkrijk en Frankrijk op 3 september 1939 de oorlog aan Duitsland, maar deze landen boden geen feitelijke militaire steun aan Polen. 
Hoewel de Fransen een ontlastend militair offensief in het westen hadden beloofd, duurde het een volle week voor dit offensief (het Saaroffensief) daadwerkelijk kwam, omdat gehoopt werd op een diplomatieke oplossing. Het Saaroffensief beperkte zich tot de bezetting van reeds door het Duitse leger opgegeven saillanten. Men zette maar een klein deel van het leger in en viel de Westwall niet aan. In september 1939 had het Duitse leger de handen vol in Polen en had de Westwall een minimale bezetting. Bovendien was de Westwall niet te vergelijken met de versterkingen van de Franse Maginotlinie. Hadden de Fransen doorgezet dan hadden ze de Duitsers op zijn minst in zware problemen kunnen brengen. Ze lieten de kans echter voorbijgaan, en toen Polen eenmaal gevallen was, werden de Franse troepen weer teruggetrokken. 
Een Britse expeditiemacht, de British Expeditionary Force, werd verscheept naar Noord-Frankrijk om de Fransen bij te staan bij een eventuele Duitse invasie. Tezamen met de Fransen konden deze Britse troepen geen stellingen innemen in België en Nederland daar deze beide regeringen zich neutraal opstelden in het conflict tussen Duitsland en Polen. De weinige acties die plaatsvonden op het Westelijk Front, na de Duitse invasie in Polen waren:
- het Saaroffensief (7-8 september) en de bezetting door het Franse leger van het Bos van Warndt (8 september-4 oktober);
- een aantal Brits-Duitse luchtgevechten boven de Duitse Bocht;
- het door de Duitsers tot zinken brengen van de HMS Royal Oak in Scapa Flow (Orkaden) door de U-boot U-47 (14 oktober);
- het instellen van een zeeblokkade tegen Duitsland door de Engelsen;
- het tot zinken brengen (17 december) van het Duitse vestzakslagschip Admiral Graf Spee in Montevideo na een lange achtervolging (vanaf 13 december) door drie Britse kruisers.

Chamberlain (Britse premier), de grote voorvechter van de appeasementpolitiek, verzocht de RAF (Britse luchtmacht) de Luftwaffe zo min mogelijk te prikkelen, uit angst voor represailles. Over en weer werden inderdaad geen strategische bombardementen uitgevoerd en zelfs nauwelijks tactische. De troepen lagen maanden tegenover elkaar: de Duitsers in hun Siegfriedlinie, de Fransen in hun Maginotlinie. De Britten namen de verdediging van Noord-Frankrijk voor hun rekening. Daar waren echter maar een paar bunkers; men was van plan in de Lage Landen op te rukken, maar geheime onderhandelingen met België en Nederland leidden niet tot een goede afstemming met het Belgische oorlogsplan en al helemaal niet met het Nederlandse. 
De Britten kenden een groot, wellicht zelfs overtrokken gewicht toe aan hun zeeblokkade. Die had immers in de Eerste Wereldoorlog ook een grote bijdrage geleverd aan de Duitse ineenstorting van 1918. Ze meenden dat de Duitse strategische voorraden genoeg waren voor hooguit enkele maanden oorlogvoering. Bovendien was het energieverbruik door de motorisering van de krijgsmacht zodanig toegenomen, dat men verwachtte dat Duitsland sneller door zijn benzine en andere grondstoffen heen zou raken. Men kan denken aan het brandstof- en materieelverbruik van een moderne luchtmacht of pantserdivisie. Duitse schepen werden tegengehouden en geïnterneerd, en schepen onder de vlag van neutrale landen werden vastgehouden en gecontroleerd, wat irritatie bij deze landen opleverde. De Britten meenden echter het ethische gelijk aan hun kant te hebben: ze 'beschermden Europa' tegen een dictatuur. Wellicht droeg de overschatting van de blokkade bij aan de passieve geallieerde houding tijdens de Schemeroorlog. Men had echter geen rekening gehouden met het feit dat Duitsland een handelsverdrag met de Sovjet-Unie sloot en Oost-Europa economisch geknecht had, waardoor het onder andere Roemeense olie kon afnemen. Bovendien waren de Duitse strategische voorraden door de Britten te laag ingeschat.
Frankrijk ontruimde een groot deel van de Elzas en evacueerde 600.000 inwoners naar het zuidoosten van het land. Ook werden 20.000 Duitsers geïnterneerd, vaak Joden of politieke dissidenten die nazi-Duitsland waren ontvlucht. De oorlogsproductie werd opgeschroefd om een overmacht aan manschappen en materieel op te bouwen en Duitsland daarmee te verslaan. Zo werd de 60-urenweek ingevoerd en werden de gemobiliseerde arbeiders vervangen door vrouwen in de fabrieken. In het VK was al in april 1939 de dienstplicht ingevoerd, en Frankrijk, dat door lage geboortecijfers weinig rekruten had, importeerde die en masse uit Noord-Afrika. Voor de tienduizenden tanks en vliegtuigen die men nodig had, wilde men het grootste industrieland ter wereld inschakelen, de Verenigde Staten van Amerika. Amerikaanse neutraliteitswetgeving verbood het leveren van oorlogsmaterieel aan een strijdende partij maar op 5 november 1939 voerde president Franklin Delano Roosevelt het systeem van cash and carry in: oorlogvoerenden mochten wapens aanschaffen als ze die meteen konden betalen en zelf vervoeren. Dat bevoordeelde de Entente sterk, want Duitsland kon geen van beide. Overigens had men geen haast. Men verwachtte op zijn vroegst in de zomer van 1941 klaar te zijn voor een aanval op Duitsland en vermoedelijk pas in 1942, wanneer het VK vijfenvijftig divisies in het veld hoopte te brengen, alle gemotoriseerd, de modernste strijdmacht ter wereld.
Voor de Duitse militaire top was het een somber vooruitzicht. Die voorzag dat Duitsland het bewapeningstempo niet zou kunnen bijbenen. Aan geld en strategische grondstoffen zou een nijpend tekort gaan ontstaan. In maart 1940 was de Duitse import met 80% gekrompen. Het beste waarop men zou mogen hopen was weer een patstelling maar zo'n slepende oorlog zou het land nog verder uitputten. Toen Hitler daarom al voor oktober een aanval op het Westen beval, werd hij erop gewezen dat de munitie voorlopig op was. Toch zou op korte termijn de machtsbalans iets in het voordeel van Duitsland verschuiven. De aanval op Polen was mogelijk gemaakt door een dertigtal zeer professionele divisies van het staande leger, zo'n zeshonderdduizend man. Haastig was men daarna 1,1 miljoen rekruten en 1,7 miljoen veteranen van de Eerste Wereldoorlog gaan trainen. Als dat voltooid was in het voorjaar van 1940, had Duitsland een grote strijdmacht verworven waarmee al manoeuvrerend wellicht de positie verbeterd kon worden voordat de geallieerde opbouw hun front onaantastbaar zou hebben gemaakt. Duitslands beste tacticus, Heinz Guderian, en strateeg, Erich von Manstein, stelden daartoe in de herfst van 1939 samen een gewaagd plan op. Het leger moest dwars door de Ardennen oprukken, de Maas overschrijden en dan met tanks een diepe strategische penetratie uitvoeren naar het Kanaal. Dit soort aanvallen, waaraan later de naam Blitzkrieg verbonden zou gaan worden, was voor de oorlog veel in boeken besproken maar in 1939 door geen enkel leger als methode aanvaard. Het plan werd onder de aandacht van Hitler gebracht en dat dwong chef-staf Franz Halder althans het element van de Ardennen over te nemen, hoewel het slechte wegennet zo'n opmars zeer riskant zou maken. Er was volgens hem echter geen alternatief: zonder zo'n gok zou men toch al verliezen.
Op 9 november 1939 vond het Venlo-incident plaats en op 10 januari 1940 het Maasmechelen-incident. Een Duits militair vliegtuigje maakte een noodlanding in Vucht, waardoor plannen over Fall Gelb in Belgische handen vielen. De Nederlandse inlichtingendienst veronderstelde dat dit een misleidingsoperatie was, zeker toen er weer niets gebeurde. Hitler en zijn Generale Staf hadden echter besloten te wachten en nieuwe plannen te maken.
Een winter stilzitten, waarbij sommige Fransen bovendien in de sombere catacomben van de Maginotlinie opgesloten zaten, deed het moreel naar een dieptepunt dalen. Overigens gold dit voor de Duitse troepen niet minder; van groot enthousiasme, zoals aan het begin van de Eerste Wereldoorlog, was nergens sprake. Daar stond tegenover dat de hoeveelheid geproduceerd materieel enorm toenam.

### Einde
In de nacht van 8 op 9 april 1940 vielen de Duitsers in een gecombineerde aanval Denemarken en Noorwegen aan (Operatie Weserübung). Dit wordt soms gezien als het einde van de Schemeroorlog.
Vervolgens begon op 10 mei de Slag om Frankrijk toen de Duitsers via Nederland en België een omtrekkende beweging om de Maginotlinie maakten en hiermee het geallieerde front doorbraken in een zwakke sector. De bewegingsoorlog was ook in het westen weer begonnen.